# Mark Edmondson
Mark Edmondson (Gosford, Új-Dél-Wales, 1954. június 24. –) ausztrál hivatásos teniszező. Legemlékezetesebb eredménye az Australian Open megnyerése 1976-ban: ő az utolsó ausztrál, akinek sikerült megnyernie a hazai Grand Slam-tornát, és a 212.-ként a legalacsonyabban rangsorolt teniszező, aki Grand Slam-győztes lett. Összesen 6 egyéni ATP-címet szerzett. Párosban 5 Grand Slamet nyert, és összesen 34 címet szerzett.